# 布兰卡·波蒂略
布兰卡·波蒂略（西班牙語：Blanca Portillo，1963年6月15日—），女，西班牙演员。曾获得2006年戛纳电影节最佳女演员奖。